# آندریاس اسپن
آندریاس اسپن (انگلیسی: Andreas Spann؛ زادهٔ ۱۷ مهٔ ۱۹۸۴) بازیکن فوتبال اهل آلمان است.
از باشگاه‌هایی که در آن بازی کرده‌است می‌توان به باشگاه فوتبال هایدنهایم، باشگاه فوتبال بروسیا مونشن‌گلادباخ، و باشگاه فوتبال اسنابروک اشاره کرد.